# Eclipse lunar de 1 de março de 1980
| Eclipse Lunar Penumbral 1 de março de 1980 | Eclipse Lunar Penumbral 1 de março de 1980 |
| --- | ------------------------------------------ |
| A Lua cruzando a parte norte da zona de penumbra da Terra, de oeste para leste (da direita para a esquerda), com boa parte da Lua um pouco menos brilhante que o normal. |                                            |
| Gamma | +1,2269                                    |
| Saros (e membro) | 142 (16 de 74)                             |
| Sequência de eclipses lunares |                                            |
| Anterior | 6 de setembro de 1979                      |
| Próximo | 27 de julho de 1980                        |
| Duração (hr:mn:sc) |                                            |
| Penumbral | 3:58:29                                    |
| Fases e Horários do Eclipse (UTC) |                                            |
| P1 | 18:45:56                                   |
| Máximo | 20:45:12                                   |
| P4 | 22:44:24                                   |

O eclipse lunar de 1 de março de 1980 foi um eclipse penumbral, o primeiro de três eclipses lunares do ano. Teve magnitude penumbral de 0,6545 e umbral de -0,4405. Teve duração total de 238 minutos.
A Lua passou pela parte norte da zona penumbral da Terra, que atingiu mais da metade da superfície da Lua (aproximadamente 60% da área), onde o brilho lunar diminuiu gradualmente, porém foi insuficiente para provocar leve escurecimento em sua extremidade sul, voltada para a região de sombra terrestre, já que estava consideravelmente mais afastada da região. Tal escurecimento é típico da borda da área de sombra, mais evidente em eclipses penumbrais mais abrangentes.
Este eclipse penumbral subtil pode ter sido visível para um observador habilidoso no eclipse máximo. 65% do disco da Lua estava parcialmente sombreado pela Terra (nada disso estava na sombra total), o que causou um suave gradiente de sombra em todo o seu disco no máximo; o eclipse como um todo durou 3 horas e 59 minutos.
Com isso, o eclipse foi difícil de ser distinguido a olho nu. Somente a parte norte do disco lunar não foi afetado pela penumbra da Terra.
A Lua cruzou a região norte da faixa de penumbra da Terra, em nodo ascendente, dentro da constelação de Leão, próxima às nebulosas NGC 3389, NGC 3351 (M 95) e NGC 3368 (M 96), à estrela ρ Leo e aos planetas Marte e Júpiter, que estavam perto da oposição ao Sol.

## Série Saros
Eclipse pertencente ao ciclo lunar Saros de série 142, sendo este de número 16, totalizando 74 eclipses da série. O eclipse anterior do ciclo foi o eclipse penumbral de 19 de fevereiro de 1962, e o eclipse seguinte será com o eclipse penumbral de 13 de março de 1998.

## Visibilidade
Foi visível na África, Europa, Ásia, Austrália, Oriente Médio, Oceano Índico, Atlântico e no leste da América do Sul.
| Região do planeta onde foi visível durante o máximo do eclipse - 20:45 UTC. O litoral leste da Somália, na África (próximo ao Oriente Médio), obteve a melhor observação do meio do eclipse, de onde foi visível à meia-noite. |
| Mapa de visibilidade do eclipse |